# Agrothereutes mandator
Agrothereutes mandator là một loài tò vò trong họ Ichneumonidae.